# Дом-музей Гафура Гуляма
Дом-музей Гафура Гуляма — музей, созданный в честь памяти крупного узбекского писателя и поэта, народного артиста Узбекистана Гафура Гуляма. Дом-музей расположен в двухэтажном особняке в Чиланзарском районе Ташкента, где в 1944—1966 годах жил и творил писатель. В музее находится мемориальный комплекс и литературная экспозиция.

## История
Постановление об открытии дома-музея было подписано главой Узбекистана в 1981 году. 
Дом-музей Гафура Гуляма был основан в 1983 году, а затем в период с 1988 по 1998 коллекция постоянно пополнялась и обновлялась. Директором была назначена Олмос Гафуровна, дочь писателя и поэта.
В 1993 году музей отмечал 90-летие со дня рождения Гафура Гуляма, а в 1998 его 95-летие. 
Музей разделен на две части. Первая — мемориальная, в ней писатель жил,  вторая — двухэтажное здание, где находится основная экспозиция. Оно было достроено к 100-летию Гафура Гуляма в 2003 году. 

## Память
Именем Гафура Гуляма названа улица, станция ташкентского метро, крупное литературное издательство, краеведческий музей в Коканде, которому благодаря усилиям поэта был выделен дом. 